# Arturo Brachetti
Arturo Brachetti, all'anagrafe Renzo Arturo Giovanni Brachetti (Torino, 13 ottobre 1957), è un trasformista, attore, illusionista e regista teatrale italiano.
È noto per aver riportato in auge, in Italia e in parte d’Europa, la disciplina del trasformismo teatrale, pressoché scomparsa dopo la morte del suo inventore Leopoldo Fregoli nel 1936; è generalmente ritenuto, ad oggi, il più importante interprete a livello mondiale di tale genere di spettacolo.

## Biografia
Originario di una famiglia di Corio, un paese vicino a Lanzo Torinese, in Piemonte, a circa 30 km da Torino, sia il padre sia il nonno erano dipendenti della FIAT di Torino, tanto che Arturo, primogenito di quattro fratelli, nasce proprio nel capoluogo piemontese.

Da bambino studia dapprima al collegio Salesiano San Filippo Neri di Lanzo, quindi, nel 1967, all'Istituto Maria Ausiliatrice di Torino.

Qui, rimane fino al 1976; in questo periodo, all'età di 19 anni, usando costumi presi in prestito dal teatro del seminario, si esibisce nel suo primo spettacolo di cambio rapido di ruoli. Nello stesso periodo, incomincia a frequentare il Circolo della Magia di via Santa Chiara, a Torino, da poco aperto in occasione del cinquantenario della morte di Houdini. Il circolo era frequentato anche dall'attore Macario, che conobbe, e che influirà sulle sue scelte future riguardo al teatro e allo spettacolo in genere.

Entrato poi al seminario di San Filippo di Chieri, conosce un sacerdote salesiano con l'hobby della prestidigitazione, don Silvio Mantelli, più noto col nome d'arte di "Mago Sales", da cui apprende i rudimenti dell'illusionismo. Capisce di non avere la vocazione da prete, ma quella per lo spettacolo e, nel 1978, a 20 anni, emigra da Torino con una valigia, sei costumi e uno spettacolo di un solo numero.

### I primi successi
Si reca a Parigi, al cabaret "Paradis Latin", sotto la direzione di Jean Marie Rivière. Nella capitale francese riscuote un buon successo, tanto che viene scritturato dall'attore e poeta viennese André Heller, come presentatore in Germania di una tournée del varietà music-hall Flic Flac, del 1981. Dalla Germania si sposta in Inghilterra, dove presenta, nel 1983, una sua produzione, Y, al Piccadilly Theatre di Londra; per questo spettacolo viene nominato per il premio Swet Award. Nello stesso anno, partecipa al Royal Variety con la performance The Covent Garden Christmas Gala.

### Il ritorno in Italia
Nello stesso anno, il 1983, torna in Italia, a Roma, dove lo nota il regista televisivo Antonello Falqui e partecipa, come ospite fisso in 10 episodi, allo show televisivo Al Paradise, trasmesso su Rai Uno. In seguito arriva sulle scene dei teatri italiani con Varietà, M. Butterfly, con Ugo Tognazzi, L'Histoire du Soldat, In Principio Arturo, Amami Arturo, Il Mistero dei Bastardi Assassini e altri spettacoli. Tra una tournée italiana e l'altra, torna a Londra per recitare al National Theatre, nella produzione Square Rounds di Tony Harrison. In seguito presenta 12 puntate dello show televisivo The Best of Magic per la Thames Television, sempre a Londra e il TV show internazionale A Night of Magic da Disneyland Parigi.

### Trasformista
All'inizio degli anni novanta, perfeziona l'arte teatrale del trasformismo. Da un centinaio di costumi, arriva ad avere un magazzino di oltre duecento costumi.

Nella sua commedia I Massibili, interpreta ben 33 ruoli diversi; in Brachetti in Technicolor arriva a 40 ruoli; e nel suo L'uomo dai 1000 volti, interpreta 80 personaggi, con 100 cambi d'abito. In alcuni dei suoi pezzi più brevi (inclusi Aida, Carmen, Madama Butterfly, Il Saloon del West e The Diva's Dressing Room) canta e recita tutti i ruoli, anche con scene di interazione e di dialogo tra i vari personaggi.
Dal 1994, con il gruppo italiano della compagnia della Rancia, diretto da Saverio Marconi, continua a concentrarsi nella creazione e nello sviluppo di musical: Fregoli (che ottenne il Biglietto d'Oro come spettacolo più visto della stagione), Brachetti in Technicolor (trasmesso su Rai 2) e Sogno di una notte di mezza estate. Nel 1999 presenta un nuovo show a Montréal, prodotto dal festival Juste Pour Rire e diretto da Serge Denoncourt; con L'uomo dai 1000 volti vince il premio Molière 2000 a Parigi e il Canadian Olivier Award.
Nel 2000, Brachetti è ospite a Los Angeles, in una puntata della sitcom Drew Carey Show; nel 2001 registra negli studi della Warner Brothers. 10 puntate della sitcom Nikki, con Nikki Cox.
In occasione del Natale 2004, a Parigi con il suo show, è invitato a esibirsi all'Eliseo, alla presenza del presidente Jacques Chirac. Ha diretto vari spettacoli in Italia, tra cui tutti gli spettacoli teatrali di Aldo, Giovanni e Giacomo, Raul Cremona e Angelo Branduardi. In Germania, al teatro di Varietà Wintergarten di Berlino, è regista per due stagioni. Ha lavorato come consulente per diversi progetti televisivi e teatrali europei. Nel febbraio 2006 firma la regia dell'ultimo spettacolo di Aldo, Giovanni & Giacomo, Anplagghed, di cui nello stesso anno esce la versione cinematografica.
Dal 2002 entra nel Guinness dei primati come il trasformista più veloce del mondo, essendo stato in grado di interpretare 81 personaggi diversi in uno spettacolo lungo due ore. Nel 2007, in Italia esce in DVD lo spettacolo L'uomo dai mille volti, assieme alla sua autobiografia Uno, Arturo, Centomila. Nel 2008, crea lo spettacolo Gran varietà Brachetti, con una compagnia di 25 artisti. Nel 2009 è a Londra con il suo One Man Show, diretto da Sean Foley "Change" per cui riceve la nomination al Laurence Olivier Award. Nel 2010 crea, con Serge Denoncourt, il nuovo One Man Show "Ciak si gira", dedicato al mondo del cinema. Con questo spettacolo batte i record di incassi al Folies Bergère di Parigi e, più tardi, anche quelli in Italia.

### Anni recenti
Nel 2010 riceve la laurea honoris causa in scenografia all'Accademia Albertina di Torino. A dicembre 2011 è nominato Chevalier des Arts et des Lettres dal ministro della Cultura francese Frédéric Mitterrand. Le sue tournée continuano in Europa e America. Nella stagione teatrale 2012-2013 è il regista dello spettacolo di Aldo, Giovanni e Giacomo Ammutta muddica e protagonista di Allegro, un po' troppo, con l'Orchestra Sinfonica Nazionale della Rai all'Auditorium della Rai di Torino. L'8 ottobre 2013 esordisce a Parigi con il nuovo spettacolo Comedy Majik Cho in cui, con un gruppo di illusionisti provenienti da tutto il mondo, ritorna alla magia.
Nel 2011 scrive la prefazione del libro Fregoli, la biografia di Alex Rusconi, prima ricerca storico-biografica sull'inventore del trasformismo.
Il 29 settembre 2013 il quotidiano francese Le Monde lo intervista sulla prima pagina del quotidiano e il 2 dicembre dello stesso anno la statua di cera di Brachetti è inserita nel museo parigino Grévin.
Torna sui palcoscenici italiani nel 2014, con Brachetti che sorpresa!, in cui guida un gruppo di illusionisti all'interno di una sorta di grande videogame; collabora ai testi di questo spettacolo anche l'autore di fumetti Leo Ortolani. In questo spettacolo porta per la prima volta il videomapping in uno spettacolo di varietà, e introduce un numero di manipolazione di raggi laser (assoluta novità).
Nel 2016 è ancora regista del nuovo spettacolo di Aldo, Giovanni e Giacomo The Best of Aldo, Giovanni e Giacomo Live, dove il trio comico ripercorre le più celebri scenette riproponendole al pubblico. 
Nello stesso anno prepara e produce il One Man Show "Solo", che con tappa d'esordio in novembre nella sua città, Torino, attraverserà più volte negli anni l'Italia, giungendo ad oggi all'ottava stagione totalizzando circa 800.000 spettatori. 
Nel 2023 è in tournée nei teatri con il musical Cabaret, co-protagonista insieme a Diana Del Bufalo.

## Filmografia
- Clémentine Tango, regia di Caroline Roboh (1982)
- Disney's Night of Magic, regia di Paul Kirrage –  film TV (1993) – se stesso
- Senza chiave, regia di Enrico Martini Mauri e Roberto Schinardi – cortometraggio (1998)
- Così è la vita, regia di Aldo, Giovanni e Giacomo e Massimo Venier (1998) – cameo
- The Drew Carey Show – serie TV, ep. 5x8 (1998) – se stesso
- Nikki – serie TV, ep. 1x1-1x4-1x5-1x8 (2000)
- Chiedimi se sono felice, regia di Aldo, Giovanni e Giacomo e Massimo Venier (2000) – cameo
- Nome (Shem), regia di Caroline Roboh (2004)
- Suonare Stella – programma TV (2006)
- Anplagghed al cinema, regia di Arturo Brachetti e Rinaldo Gaspari (2006) – se stesso
- Nada x aquí – serie TV, ep. 2x2 (2006)
- L'improbable odyssée, regia di Pascal Forney – cortometraggio (2006)
- L'alchimista, regia di Andrea Aste – cortometraggio (2013) – voce
- A Believer, regia di Kenta Crisà – cortometraggio (2018)

## Riconoscimenti
- Premio Flaiano sezione teatro[9]
  - 2009 - Premio per l'interpretazione in Gran varietà Brachetti